# Имисское
Имисское — село в Курагинском районе Красноярского края. Административный центр Имисского сельсовета.

## География
Село находится на берегу реки Кизир, на расстоянии примерно 28 км к востоку от посёлка Курагино, административного центра района.

### Климат
Климат резко континентальный с холодной зимой и жарким летом, суровый, с большими годовыми и суточными амплитудами температуры. Среднегодовая температура воздуха в северо-западной части – 1,5 °С. Зима суровая и продолжительная. Морозы доходит до —40 °С. Лето теплое, продолжается свыше двух месяцев. Безморозный период длится 106 дней; дней с температурой 5 °С и более – 129. Средне-годовая температура колеблется от 0 °С до —1 °С. Продолжительность безморозного периода в центре котловины от 105 дней до 97 дней. Количество осадков 320-500 мм. Максимум осадков приходится на лето.

## История
Село основано в 1856 году на реке Кизир государственными крестьянами Орловского уезда Вятской губернии. В 1868 году появилась церковь Казанской Божией Матери, а Имисское приобрело статус села и в 1894 году стало волостным центром. В советские годы работал колхоз «Имисский» (ныне — ЗАО «Имисское»).

## Население
| 2010 |
| ---- |
| 870  |

### Национальный состав
Согласно результатам переписи 2002 года, в национальной структуре населения русские составляли 94 % из 910 чел.

## Инфраструктура
В селе действуют библиотека, средняя школа, детский сад, фельдшерско-акушерский пункт, дом культуры, работают около десятка фермерских хозяйств. 